# Willy Kurant
Willy Kurant (* 15. Februar 1934 in Lüttich, Belgien; † 1. Mai 2021 in Paris) war ein belgischer Kameramann.

## Leben
Willy Kurant war der Neffe des deutschen Kameramannes Curt Courant (1899–1968). Während des Zweiten Weltkrieges lebte er noch in seiner Geburtsstadt Lüttich und war gezwungen mit seiner Schwester aufs Land zu ziehen. Anschließend lebte er bis zu seinem 17. Lebensjahr in einem Waisenhaus. Trotz seines Vaters wollte er anschließend lieber Fotografie studieren, als Kameramann zu werden. Aber als er in einem Filmlabor arbeitete und abends eine kleine Filmschule besuchte, entschied er sich für das Kamerawesen. Seine Filmkarriere begann, als er 1954 im Belgisch-Kongo einen Dokumentarfilm drehte. Anschließend drehte er zehn Werbefilme für das französische Ministerium Ministère des Outre-mers. Dank eines Stipendiums der Pinewood Studios durfte Kurant 1957 als Assistent für Kameramänner wie Geoffrey Unsworth, Harry Waxman und Jack Hildyard arbeiten. 1962 zog er nach Frankreich, um sein Kamerastudium zu intensivieren.
Mit den beiden für Agnès Varda und Jean-Luc Godard gedrehten Die Geschöpfe und Masculin – Feminin oder: Die Kinder von Marx und Coca-Cola debütierte Kurant 1966 als Kameramann für Langspielfilme. Kurant konnte sich in den nächsten Jahren als Kameramann etablieren und drehte national wie internationale Produktionen, darunter Cannabis – Engel der Gewalt, China Moon und Milo – Die Erde muss warten. Für Die Sonne Satans wurde Kurant 1988 als Bester Kameramann für den französischen Filmpreis César nominiert. 
Kurant war Mitglied der American Society of Cinematographers und des französischen Pendants Association française des directeurs de la photographie cinématographique.

## Filmografie (Auswahl)
- 1965: Die Glut von tausend Sonnen (La brûlure de mille soleils)
- 1966: Die Geschöpfe (Les créatures)
- 1966: Der wundersame Regenschirm (Un jour à Paris)
- 1966: Masculin – Feminin oder: Die Kinder von Marx und Coca-Cola (Masculin, féminin: 15 faits précis)
- 1966: Trans-Europ-Express
- 1967: Der Start (Le départ)
- 1967: Fern von Vietnam (Loin du Vietnam)
- 1968: Am Abend des folgenden Tages (The Night of the Following Day)
- 1969: Michael Kohlhaas – der Rebell
- 1970: Cannabis – Engel der Gewalt
- 1972: Pink Floyd: Live at Pompeii
- 1976: Je t’aime (Je t’aime moi non plus)
- 1977: Rot ist die blaue Luft (Le fond de l'air est rouge)
- 1978: Gefangen in Jackson County (Outside Chance)
- 1986: Charlotte for Ever
- 1986: Unheimliches Verlangen (Flagrant désir)
- 1987: Die Sonne Satans (Sous le soleil de Satan)
- 1988: Der schwarze Milan (Milan noir)
- 1990: Aventure de Catherine C.
- 1991: Eine Straßenbekanntschaft (La contre-allée)
- 1994: China Moon
- 1994: Liebe und andere Geschäfte (A Business Affair)
- 1995: Straße der Rache (White Man's Burden)
- 1996: Die kleinen Reiter (The Little Riders)
- 1997: Rose Hill – Der Traum vom Wilden Westen ("Rose Hill)
- 1998: Allein auf der Pirateninsel (The New Swiss Family Robinson)
- 2001: Milo – Die Erde muss warten (Delivering Milo)
- 2001: Pootie Tang
- 2013: Eifersucht (La Jalousie)